# Alex Coutet
 (mai 2023).
Si vous disposez d'ouvrages ou d'articles de référence ou si vous connaissez des sites web de qualité traitant du thème abordé ici, merci de compléter l'article en donnant les références utiles à sa vérifiabilité et en les liant à la section « Notes et références ».
Pour les articles homonymes, voir Coutet.
Alex Coutet, né à Venerque en 1877 et mort en 1952, est un écrivain et poète français, auteur de littérature populaire et de littérature d'enfance et de jeunesse.

## Biographie
Il publie des poèmes et divers textes dans la revue toulousaine L'Archer. Il donne aussi un long article de fond sur sa ville natale dans La Dépêche de Toulouse qui sera édité en volume : Toulouse: ville artistique, plaisante et curieuse.
Dès 1916, il fait paraître des ouvrages de littérature d'enfance et de jeunesse, un genre qu'il continuera de pratiquer notamment pour les éditions Sirven, où ses récits merveilleux ou hagiographiques seront richement illustrés par divers dessinateurs.
En 1930, il soumet le manuscrit de Stop (U contre U), un thriller d'espionnage, à l'attention d'Albert Pigasse qui le fait concourir pour le prix du roman d'aventures que Coutet vient bien près de remporter. Aussi l'éditeur choisit-il néanmoins de publier le roman dans la collection Le Masque. Alex Coutet a ensuite écrit d'autres romans policiers et d'aventures, ainsi que plusieurs publications, dont une biographie de Jean Calas.

## Œuvre

### Romans policiers
- Stop (U contre U), Paris, Librairie des Champs-Élysées, Le Masque no 64, 1930
- La Tabatière en or, Lyon, Puits-Pelu, coll. Le Glaive no 19, 1946

### Autres romans
- Le Miroir de l'invisible, Paris, La Renaissance du Livre, 1921
- Le Dragon vert était pour Tchoung-King, Toulouse, Didier, 1945
- La Bête fantôme, Paris, Éditions Chantal, coll. Les 3 A, 1946

### Littérature d'enfance et de jeunesse
- La Poudrerie de Rottweil, Paris, Larousse, Les Livres roses pour la jeunesse no 188, 1916
- Le Trésor du tirailleur, Paris, Larousse, Les Livres roses pour la jeunesse no 204, 1917
- Les Vacances au cirque, Toulouse, Sirven, 1928
- Histoires de chats, Toulouse, Sirven, 1931
- La Vie merveilleuse de Jeanne d'Arc, Toulouse, Sirven, 1940
- Surcouf, roi des Corsaires, Toulouse, Éditions du Clocher, coll. Fils et Filles de France, 1943
- L'Or de l'oncle Chandernacor, Toulouse, Éditions S.T.A.E.L., coll. Junior no 1, 1946
- Le Magicien des mers, Toulouse, Éditions S.T.A.E.L., coll. Junior no 6, 1947
- L"Extraordinaire Buffalo-Bill, Toulouse, Sirven, [s.d.]
- Histoire d'une ville racontée à ses enfants, Toulouse, Sirven, 1947
- Les Vainqueurs du ciel, éditions S.E.L.P.A. Paris, collection COQ-HARDI n° 42, 1950

### Autres publications
- Toulouse: ville artistique, plaisante et curieuse, Toulouse, Richard, 1926
- Jean Calas. Roué vif et innocent, Mas-Soubeyran, Musée du Désert en Cévennes, 1933
- Une visite chez Plantin, Toulouse, Les Cours professionnels des industries du livre, 1941
- La Vie du cirque, Grenoble, B. Arthaud, 1948

## Sources
- Jacques Baudou et Jean-Jacques Schleret, Le Vrai Visage du Masque, vol. 1, Paris, Futuropolis, 1984, 476 p. (OCLC 311506692), p. 131-132.